# Séminaire de géométrie algébrique du Bois Marie
En mathématiques, le Séminaire de géométrie algébrique du Bois Marie est un séminaire ayant eu une très forte influence en géométrie algébrique. Il était animé par Alexandre Grothendieck. Le séminaire s'est déroulé entre les années 1960 et 1969 à l'Institut des hautes études scientifiques près de Paris. Le nom vient de celui d'un petit bois à Bures-sur-Yvette où se trouve l'IHÉS depuis 1962. Les notes du séminaire ont finalement été publiées en douze volumes, tous sauf un dans la collection Lecture Notes in Mathematics de Springer-Verlag.

## Style
Le matériel a la réputation d'être difficile à lire pour nombre de raisons. Les parties les plus élémentaires ou de base sont exposées dans la série des Éléments de géométrie algébrique de Grothendieck et Jean Dieudonné, entraînant de longues séries de dépendances logiques dans les notions de base. Le style est très abstrait et utilise fortement la théorie des catégories. Cependant, une tentative a été faite pour exposer le plus possible les notions de base, tout en supposant que le lecteur est conscient des motivations et des exemples concrets.

## Titres de la série
Les volumes de la série des SGA sont les suivants :
- SGA1 Revêtements étales et groupe fondamental, 1960–1961, coll. « Lecture Notes in Mathematics » (no 224), 1971
- SGA2 Cohomologie locale des faisceaux cohérents et théorèmes de Lefschetz locaux et globaux, 1961–1962, North Holland 1968
- SGA3 Schémas en groupes, 1962–1964, coll. « Lecture Notes in Mathematics » (nos 151, 152 et 153), 1970
- SGA4 Théorie des topos et cohomologie étale des schémas, 1963–1964, coll. « Lecture Notes in Mathematics » (nos 269, 270 et 305), 1972/3
- SGA4½ Cohomologie étale, coll. « Lecture Notes in Mathematics » (no 569), 1977
- SGA5 Cohomologie l-adique et fonctions L, 1965–1966, coll. « Lecture Notes in Mathematics » (no 589), 1977
- SGA6 Théorie des intersections et théorème de Riemann-Roch, 1966–1967, coll. « Lecture Notes in Mathematics » (no 225), 1971
- SGA7 Groupes de monodromie en géométrie algébrique, 1967–1969, coll. « Lecture Notes in Mathematics » (nos 288 et 340), 1972/3.

SGA 4½ ne correspond à aucun des séminaires ayant eu lieu. C'est une compilation par Pierre Deligne de quelques articles, nouveaux résultats en relation avec le SGA4, et du matériel de SGA5. La publication de SGA5 a été ajournée jusqu'en 1977.

### SGA 1
- Alexandre Grothendieck et Michèle Raynaud, Revêtements étales et groupe fondamental (SGA 1), Paris, Société mathématique de France, coll. « Documents Mathématiques (Paris) » (no 3), 2003 (ISBN 978-2-85629-141-2, MR 2017446, arXiv math/0206203)
- Alexandre Grothendieck, Séminaire de Géométrie Algébrique du Bois Marie - 1960-61 : Revêtements étales et groupe fondamental - (SGA 1), Berlin, New York, Springer-Verlag, coll. « Lecture Notes in Mathematics » (no 224), 1971, xxii+447 p. (ISBN 978-3-540-05614-0, DOI 10.1007/BFb0058656)

### SGA 2
- Alexandre Grothendieck et Michèle Raynaud, Cohomologie locale des faisceaux cohérents et théorèmes de Lefschetz locaux et globaux (SGA 2), Paris, Société mathématique de France, coll. « Documents Mathématiques (Paris) » (no 4), 2005 (ISBN 978-2-85629-169-6, MR 2171939, arXiv math/0511279)
- Alexandre Grothendieck, Séminaire de Géométrie Algébrique du Bois Marie - 1962 : Cohomologie locale des faisceaux cohérents et théorèmes de Lefschetz locaux et globaux - (SGA 2), Amsterdam, North-Holland Publishing Company, coll. « Advanced Studies in Pure Mathematics » (no 2), 1968, vii+287 p.

### SGA 3
- Michel Demazure et Alexandre Grothendieck, Séminaire de Géométrie Algébrique du Bois Marie - 1962-64 : Schémas en groupes - (SGA 3), vol. 1, Berlin, New York, Springer-Verlag, coll. « Lecture Notes in Mathematics » (no 151), 1970, xv+564 (ISBN 978-3-540-05179-4, DOI 10.1007/BFb0058993)
- Michel Demazure et Alexandre Grothendieck, Séminaire de Géométrie Algébrique du Bois Marie - 1962-64 : Schémas en groupes - (SGA 3), vol. 2, Berlin, New York, Springer-Verlag, coll. « Lecture Notes in Mathematics » (no 152), 1970, ix+654 (ISBN 978-3-540-05180-0, DOI 10.1007/BFb0059005)
- Michel Demazure et Alexandre Grothendieck, Séminaire de Géométrie Algébrique du Bois Marie - 1962-64 : Schémas en groupes - (SGA 3), vol. 3, Berlin, New York, Springer-Verlag, coll. « Lecture Notes in Mathematics » (no 153), 1970, vii+529 p. (ISBN 978-3-540-05181-7, DOI 10.1007/BFb0059027)

### SGA 4
- Michael Artin, Alexandre Grothendieck et Jean-Louis Verdier, Séminaire de Géométrie Algébrique du Bois Marie - 1963-64 : Théorie des topos et cohomologie étale des schémas - (SGA 4), vol. 1, Berlin, New York, Springer-Verlag, coll. « Lecture Notes in Mathematics » (no 269), 1972, xix+525 (ISBN 978-3-540-05896-0, DOI 10.1007/BFb0081551, lire en ligne)
- Michael Artin, Alexandre Grothendieck et Jean-Louis Verdier, Séminaire de Géométrie Algébrique du Bois Marie - 1963-64 : Théorie des topos et cohomologie étale des schémas - (SGA 4), vol. 2, Berlin, New York, Springer-Verlag, coll. « Lecture Notes in Mathematics » (no 270), 1972, iv+418 (ISBN 978-3-540-06012-3, DOI 10.1007/BFb0061319)
- Michael Artin, Alexandre Grothendieck et Jean-Louis Verdier, Séminaire de Géométrie Algébrique du Bois Marie - 1963-64 : Théorie des topos et cohomologie étale des schémas - (SGA 4), vol. 3, Berlin, New York, Springer-Verlag, coll. « Lecture Notes in Mathematics » (no 305), 1972, vi+640 p. (ISBN 978-3-540-06118-2, DOI 10.1007/BFb0070714)

### SGA 4 1⁄2
- Pierre Deligne, Séminaire de Géométrie Algébrique du Bois Marie : Cohomologie étale - (SGA 41⁄2), Berlin, New York, Springer-Verlag, coll. « Lecture Notes in Mathematics » (no 569), 1977, iv+312 (ISBN 978-3-540-08066-4, DOI 10.1007/BFb0091516)

### SGA 5
- Alexandre Grothendieck, Séminaire de Géométrie Algébrique du Bois Marie - 1965-66 : Cohomologie l-adique et Fonctions L - (SGA 5), Berlin, New York, Springer-Verlag, coll. « Lecture Notes in Mathematics » (no 589), 1977, xii+484 p. (ISBN 3-540-08248-4, DOI 10.1007/BFb0096802)

### SGA 6
- Pierre Berthelot, Alexandre Grothendieck et Luc Illusie, Séminaire de Géométrie Algébrique du Bois Marie - 1966-67 : Théorie des intersections et théorème de Riemann-Roch - (SGA 6), Berlin, New York, Springer-Verlag, coll. « Lecture Notes in Mathematics » (no 225), 1971, xii+700 p. (ISBN 978-3-540-05647-8, DOI 10.1007/BFb0066283)

### SGA 7
- Alexandre Grothendieck, Séminaire de Géométrie Algébrique du Bois Marie - 1967-69 : Groupes de monodromie en géométrie algébrique - (SGA 7), vol. 1, Berlin, New York, Springer-Verlag, coll. « Lecture Notes in Mathematics » (no 288), 1972, viii+523 p. (ISBN 978-3-540-05987-5, DOI 10.1007/BFb0068688)
- Pierre Deligne et Nicholas Katz, Séminaire de Géométrie Algébrique du Bois Marie - 1967-69 : Groupes de monodromie en géométrie algébrique - (SGA 7), vol. 2, Berlin, New York, Springer-Verlag, coll. « Lecture Notes in Mathematics » (no 340), 1973, x+438 (ISBN 978-3-540-06433-6, DOI 10.1007/BFb0060505)